# Feitoria
Feitoria (palavra derivada do latim facere, significando "fazer") eram os entrepostos comerciais europeus em território estrangeiro. Inicialmente estabelecidas nos diversos estados na Europa medieval, as feitorias foram mais tarde adaptadas às possessões coloniais.
Uma feitoria podia ser desde uma simples casa até um conjunto de equipamentos, de estruturas militares ou de acolhimento e manutenção de navios, para além de armazéns, capelas, edifícios administrativos da justiça e da diplomacia. Funcionava como mercado, armazém, alfândega, defesa e ponto de apoio à navegação e exploração e, muitas vezes, como sede ou governo de facto das comunidades locais.
Com uma estrutura corporativa, as primeiras feitorias visavam a defesa dos interesses comuns de grupos de mercadores e o desenvolvimento de relações económicas e políticas regulares na região onde estavam estabelecidas. Eram governadas por um feitor encarregado de reger o comércio e arbitrar a comunidade de mercadores e gozavam de um conjunto de privilégios — financeiros e organizativos, incluindo garantias de segurança e jurisdição própria — servindo os interesses da nação que representavam. As feitorias portuguesas, além de superintender as relações entre marinheiros, mercadores e portugueses, centralizavam ainda a cobrança de taxas de navegação e impostos aos navios.
Co-existiram assim dois tipos de feitorias, consoante a sua localização e objectivos:
- feitorias europeias, em cidades como Bruges ou Antuérpia, ponto de contacto com mercados tradicionais e estabelecidos, em rotas antigas e circuitos comerciais consolidados;
- feitorias coloniais fora da Europa, como as de Arguim, Mina ou Sofala, visando atrair rotas vizinhas, muitas vezes asseguradas por muçulmanos, para centralizar e monopolizar o comércio da região.

Nas primeiras mercadejavam-se produtos manufacturados de luxo, como armas e tecidos em troca de matérias-primas, como sal, produtos agrícolas e mais tarde especiarias; nas segundas, procuravam-se as matérias-primas ou produtos por trabalhar (ouro, marfim, escravos, madeiras, animais, etc., em troca de produtos transformados básicos como azeite, tecidos de algodão e pulseiras de cobre, entre outros. Este sistema foi adoptado pelos norte-americanos para trocar bens com os locais das sociedades não ocidentais. Os mais conhecidos exemplos na América foram aqueles em território índio, criados com a finalidade de promover o comércio entre os povos ameríndios e os colonos europeus e, mais tarde, com os Estados Unidos.

## Origem: as feitorias medievais (c.1356)

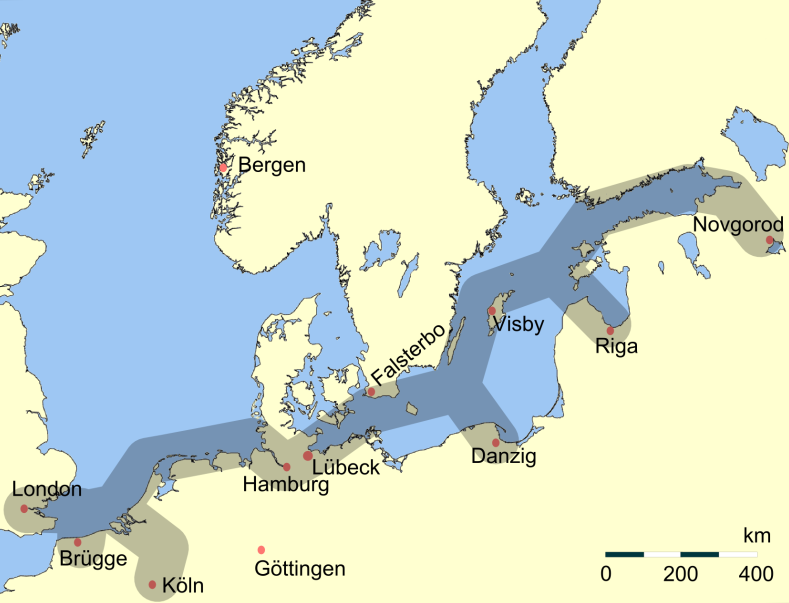
Principais rotas comerciais de Liga Hanseática.

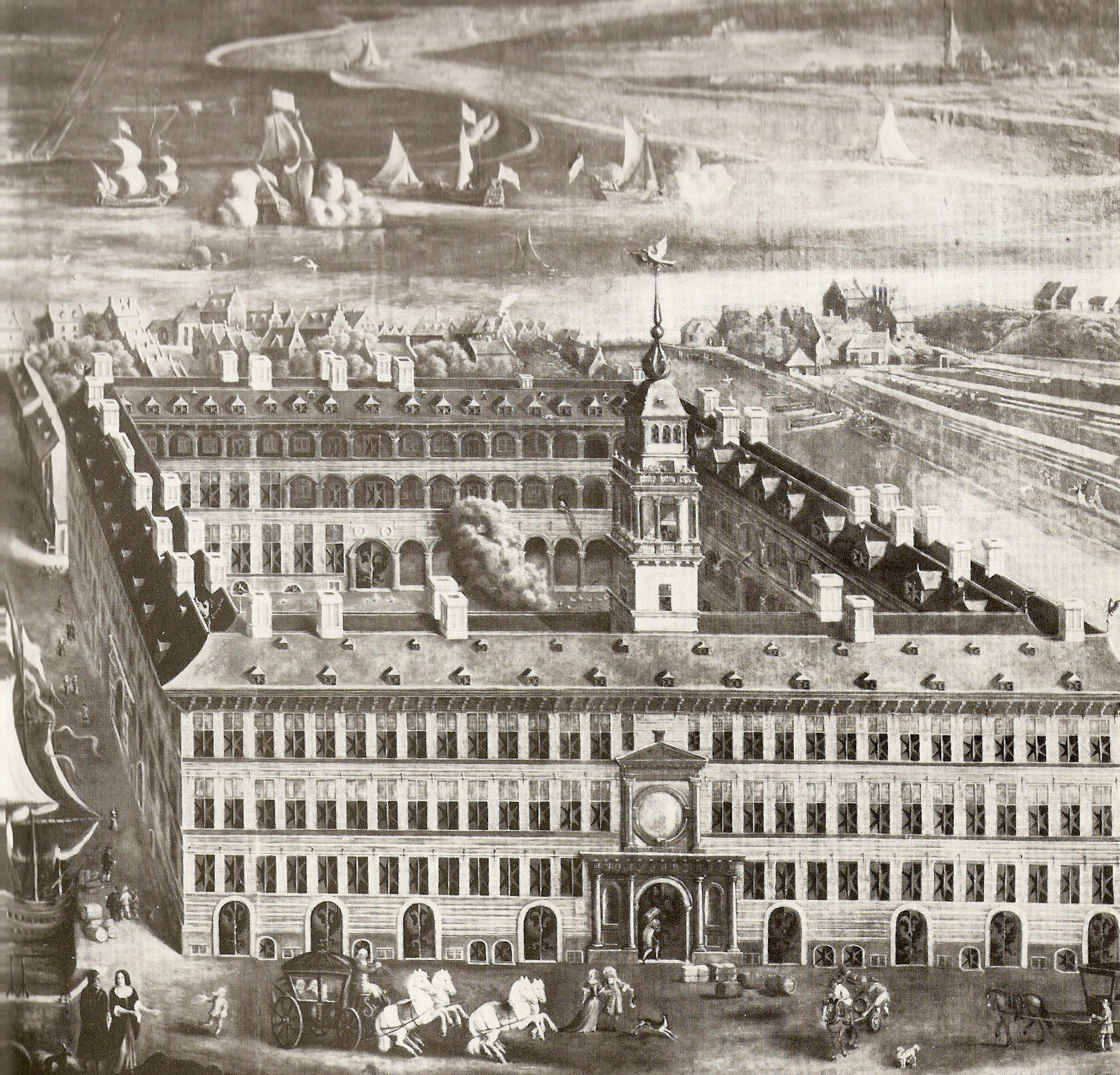
Kontor principal de Antuérpia.

Na Antiguidade a colonização dos Fenícios e dos Gregos na orla mediterrânica fez-se sob a forma de entrepostos comerciais: Cartago foi um entreposto de colonos fenícios, como quase todas as grandes cidades do mundo, que começaram por ser entrepostos comerciais (Veneza, Nápoles, Roterdão, Nova Iorque, Xangai, etc). Contudo as "feitorias" foram uma instituição nascida originalmente na Europa medieval.
As feitorias europeias medievais eram organizações de mercadores de um estado, reunidos num mesmo local fora das suas fronteiras. Esta organização visava a defender os seus interesses comuns, prioritariamente económicos (mas também de segurança), possibilitando a manutenção de relações diplomáticas e comerciais regulares no local onde estavam sediados. A mais antiga feitoria portuguesa, anterior aos descobrimentos, foi estabelecida em Bruges, seguindo-se a feitoria portuguesa em Antuérpia.
As mais antigas feitorias surgiram a partir de 1356 nos principais centros comerciais europeus, geralmente nos portos que prosperaram sob a Liga Hanseática, com as suas guildas e kontors. As cidades hanseáticas tinham a sua lei própria, protegendo os seus membros e oferecendo ajuda mútua. A Liga Hanseática mantinha feitorias, entre outros, na Inglaterra (Boston, King's Lynn), Noruega (Tønsberg) e Finlândia (ABO). Mais tarde, cidades como Bruges e Antuérpia tentaram activamente ultrapassar o monopólio do comércio hanseático, convidando comerciantes estrangeiros a juntar-se nelas.
Como os estrangeiros não estavam autorizados a comprar propriedades nestas cidades, os comerciantes juntaram-se em torno de "feitorias", como aconteceu com os portugueses na sua feitoria em Bruges: o feitor e os seus agentes alugavam o alojamento e os armazéns, arbitravam o comércio e, até, constituíam seguros, funcionando simultaneamente como uma associação de mercadores e uma embaixada, administrando inclusive a justiça dentro da sua comunidade de mercadores.
Compunham a feitoria o feitor, funcionário nomeado e pago pelo rei (às vezes o único funcionário da feitoria), que representava os interesses da Coroa (e às vezes particulares também), com funções administrativas, diplomáticas, económicas e financeiras (nas estruturas mais complexas estas funções eram partilhadas por vários mercadores). Era encarregado de reger o comércio e arbitrar a comunidade de mercadores. Além dele podiam existir outros funcionários como escrivães, almoxarifes, tesoureiros, juiz, cônsules e militares, estes últimos nomeadamente nas novas terras descobertas ou conquistadas pelos europeus.

## Feitorias portuguesas (c.1445)

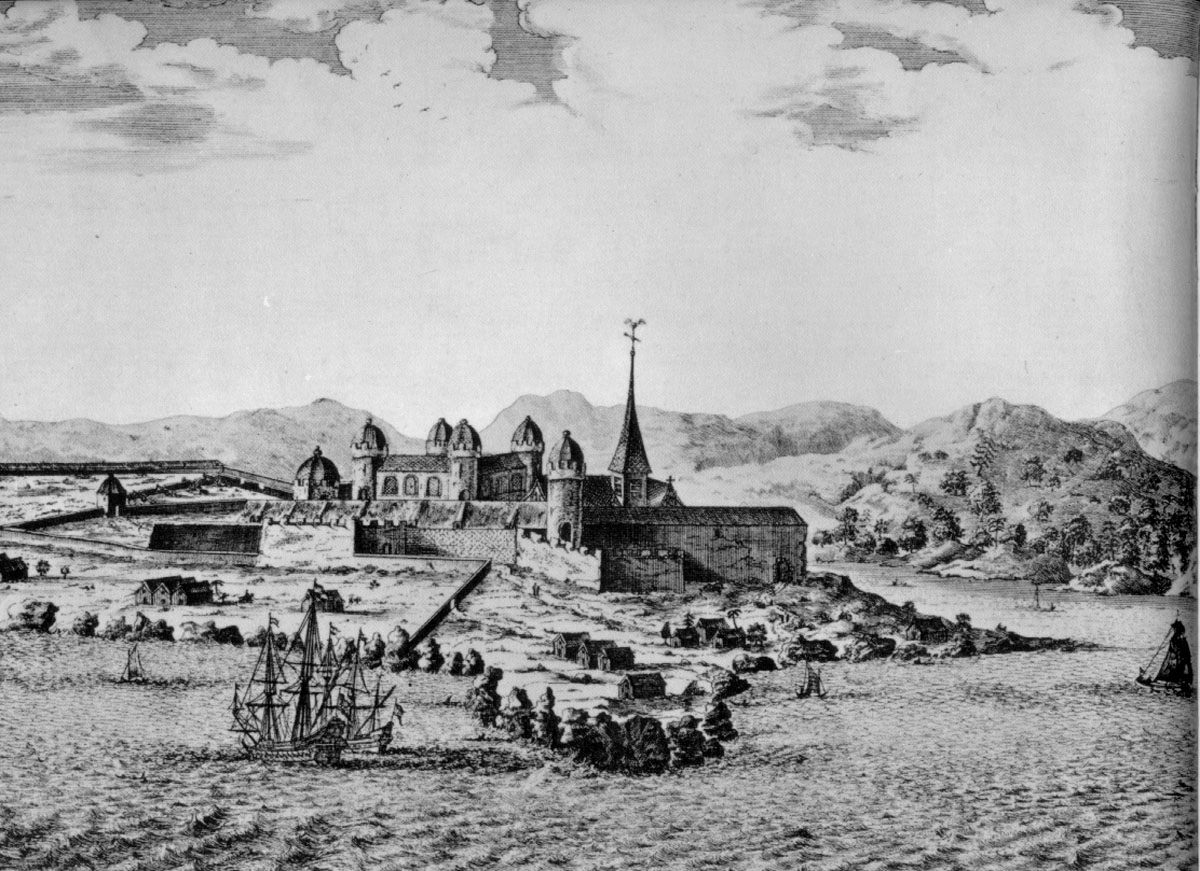
Feitoria da Mina no actual Gana, construída em 1482 para o comércio do ouro na região, e um importante entreposto do tráfico de escravos holandês desde 1637. Vista do mar em 1668

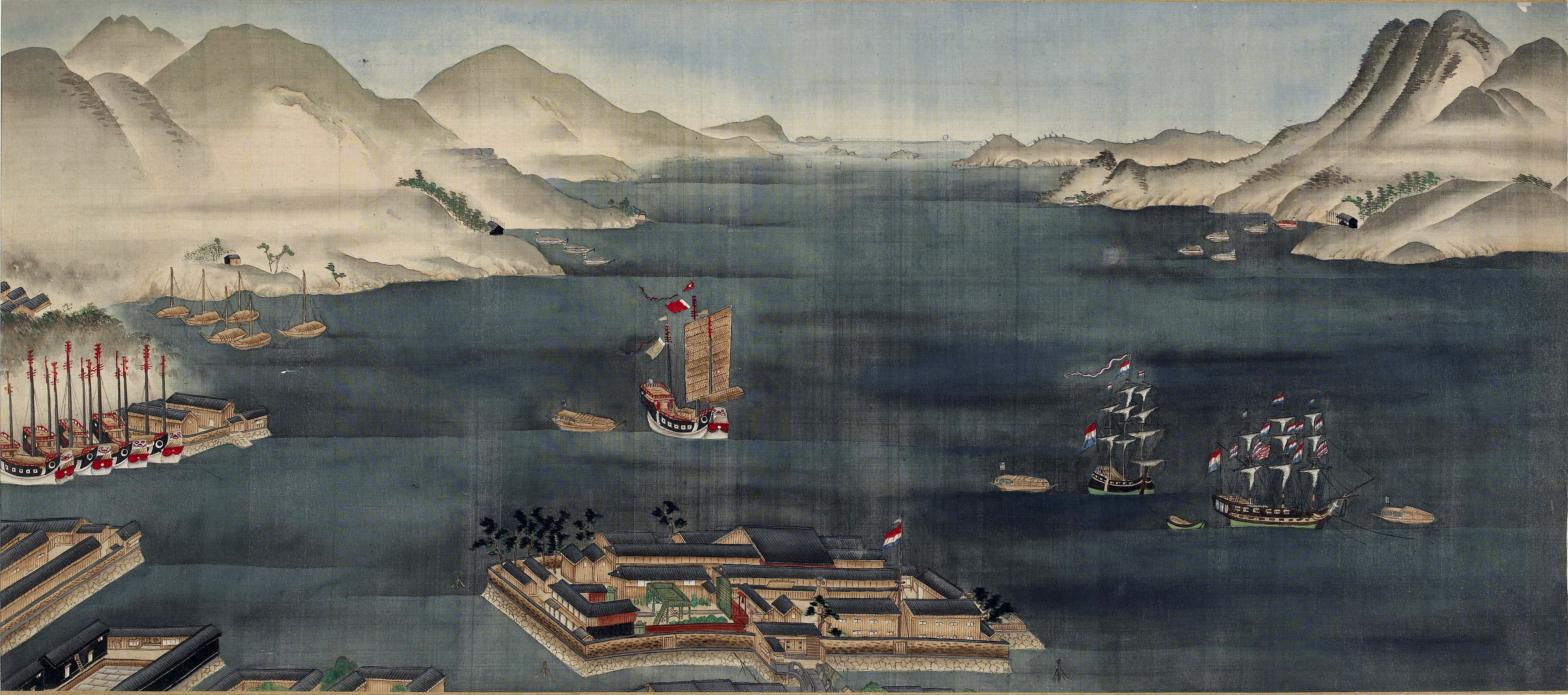
A ilha de Dejima na baía de Nagasaki, construída em 1634 para acomodar os portugueses e sede da feitoria Holandesa desde 1641, sendo o único ponto de comércio externo do Japão após decretado o Sakoku. 1820, British Museum.

As feitorias portuguesas eram entrepostos comerciais, geralmente fortificados e instalados em zonas costeiras, que os portugueses construíram para centralizar e dominar o comércio dos produtos locais para o reino (e daí para a Europa). Funcionavam simultaneamente como mercado, armazém, ponto de apoio à navegação e alfândega. Eram governadas por um "feitor" encarregado de reger as trocas, negociar produtos e cobrar impostos (o quinto). Entre o século XV-XVI foram construídas numerosas feitorias em cerca de 50 fortificações ao longo das costas da África ocidental e austral, no Oceano Índico e no Brasil. Facilmente abastecidas e defendidas por mar, as feitorias funcionavam como bases de colonização autónomas, que proporcionavam segurança e permitiram a Portugal dominar o comércio no Atlântico e no Índico, estabelecendo um vasto império com poucos recursos humanos e territoriais.

## As feitorias holandesas e outras feitorias europeias (c.1600)

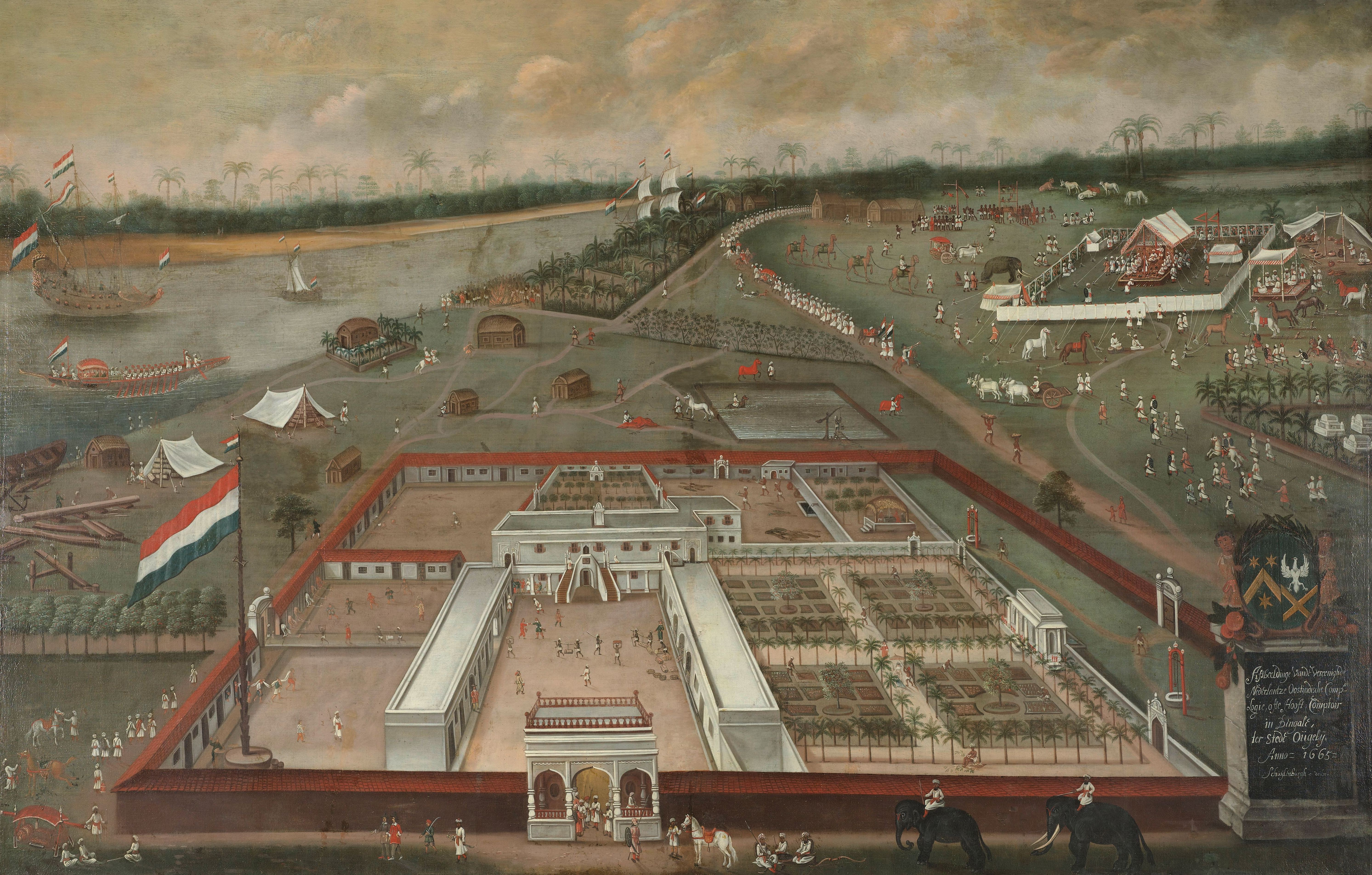
Feitoria holandesa da V.O.C. em Hugli-Chuchura, Bengala, em 1665.

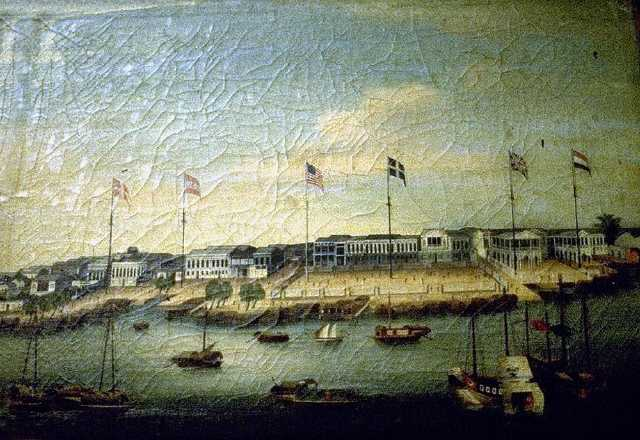
As "Treze feitorias" europeias de Cantão (China) em 1780.

O estabelecimento de feitorias por outras potências europeias ao longo das rotas de comércio exploradas por Portugal e Espanha começou em 1600, primeiro pelos holandeses e depois pela Inglaterra e França. Estabeleceram-se tanto sobre as feitorias portuguesas nos territórios que conquistaram e em novos enclaves, nas costas da África, Arábia, Índia e Sudeste da Ásia, onde chegaram em busca do lucrativo comércio de especiarias.
Esta feitorias foram exploradas por companhias majestáticas como a Companhia das Índias Orientais Holandesas (VOC), fundada em 1602 e a Companhia Holandesa das Índias Ocidentais (WIC), fundada em 1621. Estas feitorias eram dedicadas ao intercâmbio de produtos entre empresas europeias e as populações locais ou, cada vez mais, as colônias que muitas vezes cresceram a partir de uma feitoria rodeada de alguns armazéns. Normalmente, estas fábricas tinham armazéns maiores para se adequar aos produtos resultantes do crescente desenvolvimento agrícola das colónias, movido no Novo Mundo pelo comércio de escravos no Atlântico.
Nestas feitorias os produtos eram verificados, feito o primeiro tratamento, sendo pesados e embalados para a longa viagem por mar. Em particular, as especiarias, cacau, chá, tabaco, café, açúcar, porcelana e peles eram bem protegidas contra o ar do mar para evitar a deterioração. O feitor estava lá, como o representante dos parceiros comerciais em todos os assuntos, reportando à sede e sendo responsável pela logística de produtos (armazenamento adequado e transporte). Dado que a informação levava muito tempo a chegar à empresa, este era um cargo dependente de uma confiança absoluta.
Algumas dessas feitorias estavam na Cidade do Cabo (África do Sul), Calecute, Ambão, Costa de Coromandel, Colombo (Sri Lanka), Taiwan, Cantão (China), Moca (Iémen) e Fort Oranje (Nova York), e Dejima, uma ilha artificial no porto de Nagasaki, Japão.

## Feitorias na América do Norte (1697-1822)

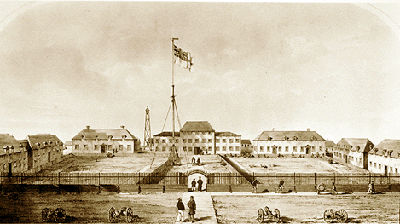
A York Factory, Manitoba, em 1853.

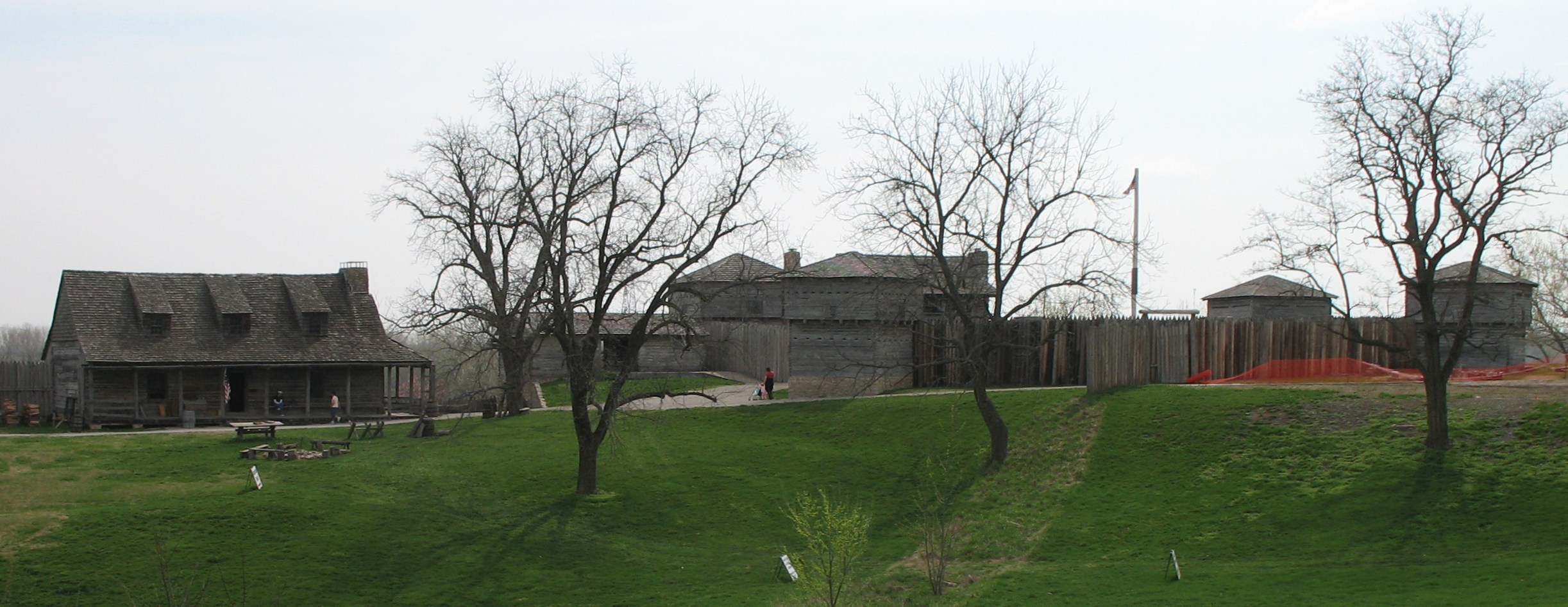
Edifício da feitoria em Fort Clark que por seu turno estava integrada num forte.

Também na América do Norte as feitorias frequentemente desempenharam um papel estratégico, por vezes operando como fortes, proporcionando proteção a índios e colonos aliados face a índios e colonos hostis. Mais tarde as feitorias foram oficializadas e estabelecidas pelos Estados Unidos, muitas vezes servindo para proteger índios face a cidadãos americanos. O governo dos Estados Unidos sancionou um sistema de feitorias de 1796-1822, com feitorias espalhadas pelos territórios da maior parte do país.
Em 1697 foi fundada a York Factory pela Hudson's Bay Company na costa sudoeste da Baía de Hudson no nordeste de Manitoba, actual Canadá. Durante muito tempo foi a sede da empresa na América do Norte, funcionando como governo de fato em locais remotos, como a Terra de Rupert, antes das colónias europeias e estados aí se estabelecerem. Controlava o comércio de peles na maior parte do território sob controlo britânico, e durante séculos desenvolveu explorações e expedições. Os seus comerciantes e caçadores estabeleceram os primeiros contactos com muitos grupos nativos americanos e a rede de postos comerciais formou o núcleo para a autoridade oficial mais tarde se estabelecer em muitas áreas do oeste do Canadá e dos Estados Unidos.
O modelo inicial de feitorias costeiras contrastava com o sistema francês, que estabeleceu um extenso sistema de postos no interior do continente, enviando comerciantes para viver entre as tribos da região. Na década de 1680, quando a guerra irrompeu na Europa entre a França e a Inglaterra, as duas nações enviavam regularmente expedições para atacar e capturar os postos de comércio de peles uns aos outros. Em março de 1686, os franceses enviaram uma força para capturar postos da empresa ao longo de 1300 km na James Bay, chefiada por Pierre Le Moyne d'Iberville, que tinha demonstrado extremo heroísmo durante os ataques, como o comandante dos postos capturados da empresa. Em 1697, d'Iberville comandou um ataque naval francês à York Factory. No caminho para o forte, derrotou três navios da Marinha Real Britânica na Batalha da Baía, a maior batalha naval da história da América do Norte ártica. D'Iberville's capturou a feitoria por um estratagema em que cercou a fortaleza fingindo ser um exército muito maior. A York Factory mudou de mãos várias vezes na década seguinte. Foi finalmente, cedida a título definitivo ao então o Reino da Grã-Bretanha (após a união da Escócia e da Inglaterra em 1707) no Tratado de Utrecht de 1713. Após o tratado, a empresa reconstruiu a Factory York em tijolo, nas proximidades do rio Hayes, a sua localização actual.
O governo dos Estados Unidos sancionou um sistema de fábrica 1796-1822, com fábricas espalhadas pela porção territorial na maior parte do país.
As feitorias eram oficialmente destinadas a proteger os nativos americanos da exploração através de uma série de legislação nomeada Indian Intercourse Acts. No entanto, na prática, inúmeras tribos cederam extensos territórios em troca de entrepostos comerciais, como aconteceu no Tratado de Fort Clark, em que a nação Osage cedeu a maior parte do Missouri em Fort Clark.
Normalmente existia um ferreiro estabelecido na feitoria para reparação de utensílios e alfaias agrícolas, como os arados. Frequentemente as feitorias tinham também algum tipo de moagem associada. Na Alta Louisiana marcaram  a tentativa dos Estados Unidos de tentar continuar um processo pioneiro originado pelos franceses e espanhois para oficializar o comércio de peles.
As feitorias americanas eram frequentemente referidas como "fortes" e muitas vezes tinham diversos nomes não oficiais. Embora pudessem ter guarnições a sua principal função foi sempre estabelecer um posto comercial.